# Travis Diener
Travis Lyle Diener (Fond du Lac, Wisconsin, 1. ožujka 1982.) američki je profesionalni košarkaš. Igra na poziciji razigravača, a trenutačno je član NBA momčadi Portland Trail Blazersa. Izabran je u 2. krugu (38. ukupno) NBA drafta 2005. od strane Orlando Magica.

## Sveučilište
Pohađao je sveučilište Marquette. U sezoni 2002./03., zajedno s Dwyaneom Wadeom i Steveom Novakom, odveo je Golden Eaglese do NCAA Final Foura. Nakon završetka sveučilišta odlučio se prijaviti na NBA draft. 

## NBA karijera
Izabran je kao 38. izbor NBA drafta 2005. od strane Orlando Magica. 2. prosinca 2005. Diener je debitirao u NBA ligi te je za 12 minuta u igri postigao 3 poena. 19. lipnja 2007. Diener je, kao slobodan igrač, potpisao trogodišnji ugovor vrijedan 15 milijuna dolara za Indiana Pacerse. 6. srpnja 2009. Diener je produžio ugovor s Pacersima do kraja sezone 2009./10. U ožujku 2010. Diener je potpisao za Portland Trail Blazerse.

## NBA statistika

### Regularni dio
| Godina    | Klub    | Odig. uta. | Uta. poč. | Min. | 2P%  | 3P%  | Sl. bac.% | Skok. | Asist. | Ukr. lop. | Blok. | Poena |
| --------- | ------- | ---------- | --------- | ---- | ---- | ---- | --------- | ----- | ------ | --------- | ----- | ----- |
| 2005./06. | Orlando | 23         | 0         | 10.7 | .420 | .439 | .833      | .9    | .7     | .3        | .0    | 3.8   |
| 2006./07. | Orlando | 26         | 0         | 11.1 | .425 | .360 | .800      | .7    | 1.3    | .2        | .0    | 3.8   |
| 2007./08. | Indiana | 66         | 21        | 20.5 | .370 | .318 | .901      | 1.7   | 3.8    | .5        | .1    | 6.9   |
| 2008./09. | Indiana | 55         | 0         | 13.1 | .413 | .390 | .800      | 1.6   | 2.2    | .5        | .1    | 3.7   |
| Ukupno    |         | 170        | 21        | 15.4 | .391 | .356 | .869      | 1.4   | 2.5    | .4        | .0    | 5.0   |

## Vanjske poveznice
- Profil na NBA.com
- Profil na Basketball-Reference.com